# Bicyrthermannia nigeriana
Bicyrthermannia nigeriana är en kvalsterart som beskrevs av Badejo, Woas och Beck 2002. Bicyrthermannia nigeriana ingår i släktet Bicyrthermannia och familjen Nanhermanniidae. Inga underarter finns listade.